# Michael Paget
Michael Paget, né le 12 septembre 1979, est le guitariste (et aussi chanteur secondaire) du groupe de metalcore mélodique Bullet for My Valentine.

## Matériel
Voici les instruments utilisés par Padge pour son groupe :
- ESP (ltd) MP600 Michael Padget V (modèle signature)
- Fender Stratocaster (pour le clip Bittersweet Memories)
- Gibson Flying V custom mirrored top finish
- ESP Eclipse (utilisé en studio ainsi que pour le clip Tears dont Fall)
- ESP Dave Mustaine Signature Model with EMG 81/60
- ESP Ninja Michael Amott Signature Model
- Mesa Boogie Triple Rectifier 100w Head
- Mesa Boogie Rectifier 4X12 Slanted Cabinet
- Boss Chorus Ensemble
- Boss Line Selector
- Line6 DL-4 Delay Modeler
- Dunlop Cry Baby Slash Signature